# ジュスプ・ママイ
ジュスプ・ママイ（中国語：居素甫·玛玛依、キルギス語（キリル文字）：Жусуп Мамай、ラテン文字転写：Yusup Mamai、1918年4月18日 - 2014年6月1日）はキルギス族の民族叙事詩マナスの語り手、芸術家である。中華人民共和国新疆ウイグル自治区クズルス・キルギス自治州アクチ県出身。20世紀後半におけるマナス演唱者のうち唯一、8部23万行のマナスを演じた。現存するマナスの版はジュスプ・ママイの録音を基にしている。

## 生涯

### 子供時代
ジュスプ・ママイの家庭は現在の新疆ウイグル自治区クズルス・キルギス自治州アクチ県カラブラク郷アトカイラク牧場にいた。ジュスプ・ママイの父親は商人であり医師であり、通勤や往診の途中、様々な文学書、特に「マナス」やキルギスの民俗文学の写本を収集していた。両親は27人の子供を育てたがその内多くが夭折した。1918年4月18日、ジュスプ・ママイは27番目の子として生まれた。